# Cantuaria reducta
Cantuaria reducta är en spindelart som beskrevs av Forster 1968. Cantuaria reducta ingår i släktet Cantuaria och familjen Idiopidae. Inga underarter finns listade.